# Nicole Davis
Nicole Marie Davis (* 24. April 1982 in Stockton, Kalifornien) ist eine US-amerikanische Volleyballspielerin. Sie gewann 2008 und 2012 zwei olympische Silbermedaillen.

## Karriere
Davis spielte in ihrer Jugend zunächst Softball, ehe ihre Eltern sie zum Kampfsport brachten und sie einen schwarzen Gürtel in Karate erwarb. Während ihrer Zeit an der Lincoln High School in Stockton kam sie dann schließlich zum Volleyball. Während sie an der University of Southern California Politik studierte, spielte sie von 2000 bis 2003 als Libera im Team der USC Trojans. In der Saison 2004/05 war Davis in der polnischen Liga bei PTPS Piła. 2005 debütierte sie in der US-amerikanischen Nationalmannschaft, mit der sie im gleichen Jahr die NORCECA-Meisterschaft gewann. 2006 erreichten die USA den neunten Platz bei der Weltmeisterschaft. Anschließend wechselte Davis nach Istanbul zu Fenerbahçe SK und spielte dort als erste ausländische Libera in der türkischen Liga. 2007 wurde sie mit den USA Zweiter der kontinentalen Meisterschaft und Dritter im World Cup. Im folgenden Jahr nahm sie an den Olympischen Spielen teil, bei denen die Amerikanerinnen erst im Finale gegen Brasilien unterlagen und Silber gewannen. 2009 ging Davis nach China zu Guangdong Hengda. Ein Jahr später wechselte sie zum aserbaidschanischen Verein Lokomotiv Baku. International gewann sie 2010 und 2011 den Grand Prix. 2011 gelang dem US-Team außerdem der Sieg bei der NORCECA-Meisterschaft und der zweite Platz im World Cup. Im gleichen Jahr kam die Libera in die italienische Liga zu Rebecchi Piacenza. 2012 spielte sie nach dem dritten Grand-Prix-Sieg in Folge beim olympischen Turnier in London, das die USA nach einer erneuten Finalniederlage gegen Brasilien wieder mit der Silbermedaille abschlossen. Im Dezember 2012 wechselte Davis zum Dresdner SC in die Deutsche Bundesliga und wurde Vizemeister. Nach der Saison entschied sich Davis für einen Vereinswechsel zu Dinamo Bukarest.